# 페테르스원반날개박쥐
페테르스원반날개박쥐(Thyroptera discifera)는 원반날개박쥐과에 속하는 박쥐의 일종이다. 남아메리카와 중앙아메리카에서 주로 발견된다.

## 특징
작은 박쥐로 몸통 길이가 37~47mm이고 전완장이 31~35mm, 꼬리 길이가24~33mm이다. 발 길이는 4~6mm이고 귀 길이는 10~14mm, 몸무게는 최대 4g이다. 털은 길고 솜털처럼 부드럽다. 등쪽은 갈색 또는 붉은색이지만 배쪽은 회색빛 갈색 또는 누르스름한 색을 띤다. 주둥이는 길고 뾰족하며 눈은 작다. 귀는 연통 모양으로 분리되어 있고 밝은 갈색을 띤다. 이주는 짧고 끝이 둥글다. 핵형은 2n=32, FNa=38이다.

## 생태
어린 바나나 나무와 헬리코니아속 나무의 둥글게 말린 잎에 최대 15마리까지 작은 무리를 지어 은신한다. 먹이는 거미와 나방이다.

## 분포 및 서식지
중앙아메리카와 볼리비아 북부까지의 남아메리카에 널리 분포한다. 상록수림과 세하두, 덤불 숲, 바나나 농장 등에 서식한다.

## 아종
2종의 아종이 알려져 있다.
- T. d. discifera - 콜롬비아, 베네수엘라, 가이아나, 수리남, 프랑스령 기아나, 에콰도르, 페루, 볼리비아 남부, 브라질 파라주와 바이아주, 아마조나스주, 마투그로수주
- T. d. abdita (Wilson, 1976) - 니카라과 남동부, 코스타리카 북동부. 파나마 중부